# كولين وليامز
كولين وليامز (بالإنجليزية: Colleen Williams)‏ (5 أبريل 1991 في الولايات المتحدة - ) هي لاعبة كرة قدم أمريكية في مركزي الهجوم والوسط. شاركت مع منتخب الولايات المتحدة تحت 23 سنة للسيدات لكرة القدم ‏. أما مع النوادي، فقد لعبت مع واشنطن سبيريت.

## وصلات خارجية
- كولين وليامز على موقع قاعدة بيانات كرة القدم.إي يو (الإنجليزية)
- كولين وليامز على موقع Soccerway.com (الإنجليزية)
- كولين وليامز على موقع عالم كرة القدم.نت (الإنجليزية)